# أبرشية الغال

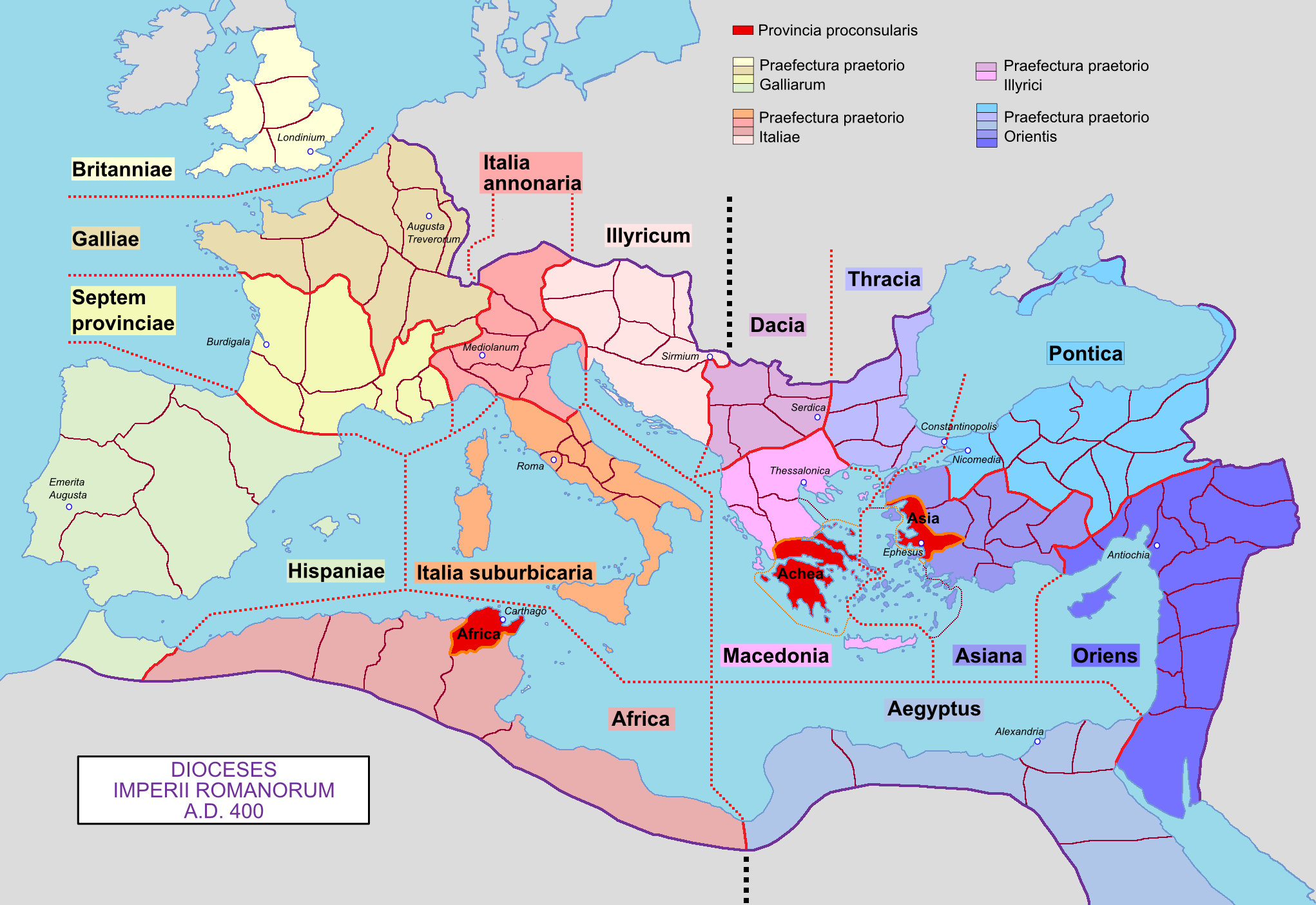
أبرشيات الإمبراطورية الرومانية، وتظهر أبرشة الغال باللون القهوائي.

أبرشية الغال (باللاتينية: Dioecesis Galliarum) هي إحدى أبرشيات الإمبراطورية الرومانية، وجزء من ولاية الغال الإمبراطورية. امتدت أراضيها لتشمل الأجزاء الشمالية والشرقية من بلاد الغال. كانت عاصمتها ترير، التي تقع اليوم في ألمانيا. وقد تأسست في عام 314، واستمر العمل بهذا التقسيم حتى استيلاء الفرنجة على المنطقة في عام 486.